# Priglène à ailes blanches
Pyriglena leucoptera
Espèce
Statut de conservation UICN

 LC  : Préoccupation mineure
Le Priglène à ailes blanches (Pyriglena leucoptera) ou alapi demoiselle, est une espèce de passereaux de la famille des Thamnophilidae.